# Where No Fan Has Gone Before
Where No Fan Has Gone Before (с англ. — «Где не ступала нога фаната») — одиннадцатый эпизод четвёртого сезона мультсериала «Футурама». Североамериканская премьера эпизода состоялась 21 апреля 2002 года.

## Содержание
На суде, ведомом Зеппом Бранниганом, обвиняется команда «Межпланетного Экспресса» за то, что они ступили на запретную землю планеты Омега-3. На суде присутствует почти полный состав «Звёздного пути»: Уильям Шетнер, Леонард Нимой, Дефорест Келли, Уолтер Кёниг, Нишель Николс и Джордж Такеи. Обвиняемые рассказывают события последних дней…
Филип Дж. Фрай узнаёт, что франшиза «Звёздный путь» была запрещена, так как сериал стал всемирной религией в 2200-х годах; все его поклонники были убиты во время звёзднопутизма, а «священные» ленты 79 эпизодов и шести фильмов были сожжены, а оставшиеся копии были отправлены на запретную планету Омега-3. Возмущённый, Фрай посещает голову Леонарда Нимоя в Музее Голов и убеждает его участвовать в поисках оставшихся главных героев телесериала, головы-в-банках которых потеряны уже около 300 лет и убеждает Бендера и Лилу присоединиться к нему в миссии по поиску лент. Команда Межпланетного экспресса и голова Нимоя отправляются на Омегу-3 и совершают там жёсткую посадку.
Поверхность планеты покрыта обломками носителей с фильмом «Звёздный путь», именно там собирается весь состав сериала, причём не головы, а люди целиком.
А над планетой властвует некая злобная энергетическая субстанция, которую называют Мелллвар.
Итак, Мелллвар, самопровозглашённый последний фанат «Звёздного пути», открывает Съезд Звёздного Пути, собрав всех его главных героев. В ходе викторины он узнаёт, что его глубочайшие познания об этом сериале уступают познаниям Фрая в этой области.
Тем временем экипаж Межпланетного экспресса покидает планету, но вскоре они решают вернуться и спасти актёров, а также уничтожить Мелллвара способом, вполне достойным их любимого «Звёздного пути». Но они терпят неудачу и со сломанными двигателями дрейфуют к планете. Теперь Мелллвар колеблется, кто же больше заслуживает его «фанатской привязанности»: актёры «Звёздного пути» или реальные герои — экипаж «Межпланетного экспресса». Он видит единственный выход решения, как в любимом сериале: битва насмерть.
В самый напряжённый момент Мелллвара… зовёт обедать мама. Оба экипажа готовятся к побегу. Команда «Звёздного пути» переставляет двигатели своего корабля на «Межпланетный экспресс», но им по-прежнему не хватает мощности. Тогда актёры избавляются от своих тел.
Мелллвар преследует их на своём корабле, когда экипажи встречаются с Зеппом Бранниганом, который и затевает этот суд. Разъярённый Мелллвар решает, что если экипаж «Звёздного пути» не будет принадлежать ему, то и не будет принадлежать никому, и продолжает попытки уничтожить корабль. Но Фрай убеждает Мелллвара отпустить их и перестать тратить столько времени на просмотр ТВ.

## Персонажи
Список новых или периодически появляющихся персонажей сериала
- Зепп Бранниган
- Киф Крокер
- Нишель Николс
- Леонард Нимой
- Смитти и Урл
- Дебют: Мелллвар
- Дебют: Мама Мелллвара
- Дебют: Уильям Шетнер
- Дебют: Дефорест Келли
- Дебют: Уолтер Кёниг
- Дебют: Джордж Такеи
- Дебют: Джонатан Фрейкс

## Производство

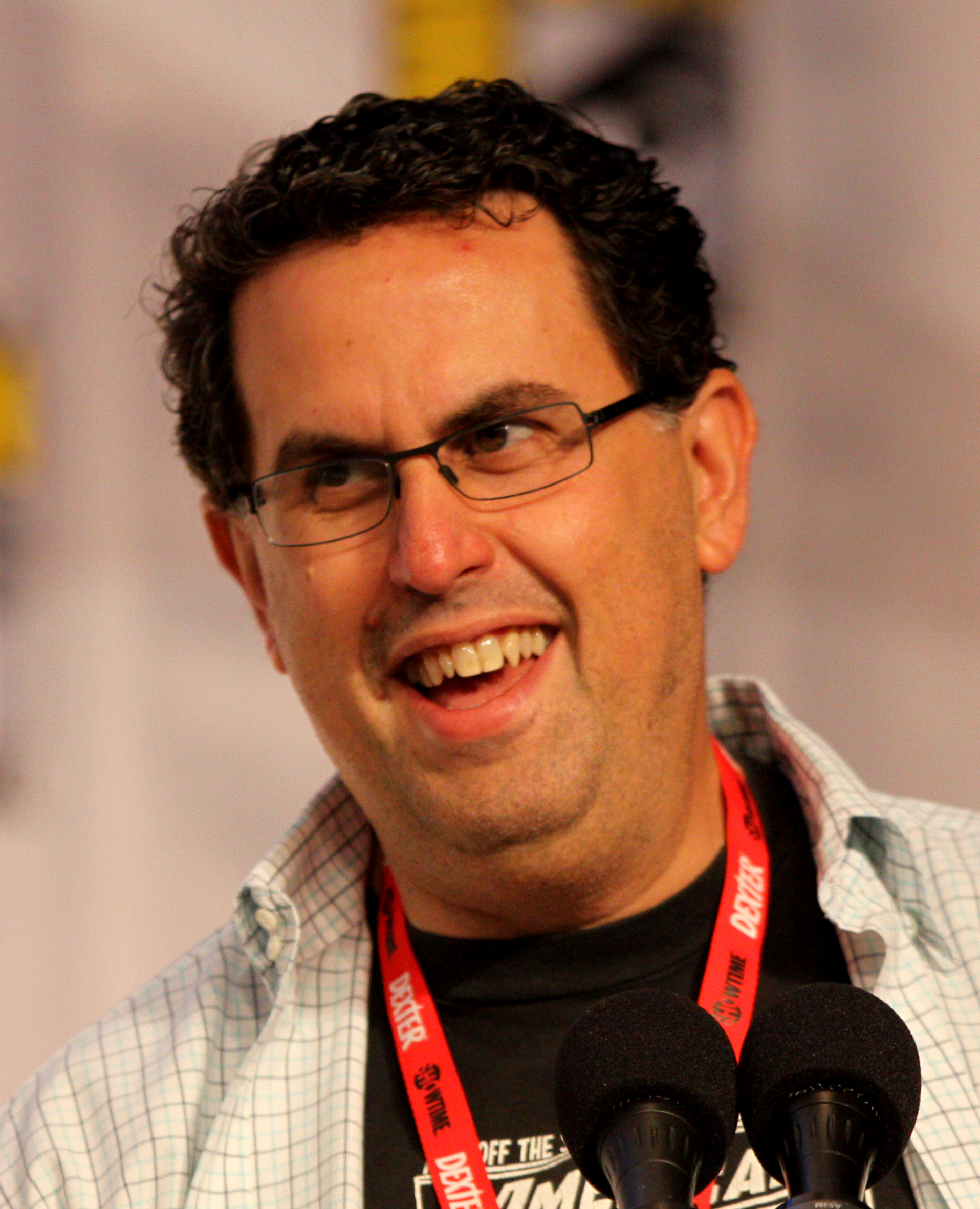
После работы над «Футурамой», включая этот эпизод, Дэвид А. Гудман написал сценарий для сериала «Звёздный путь: Энтерпрайз».

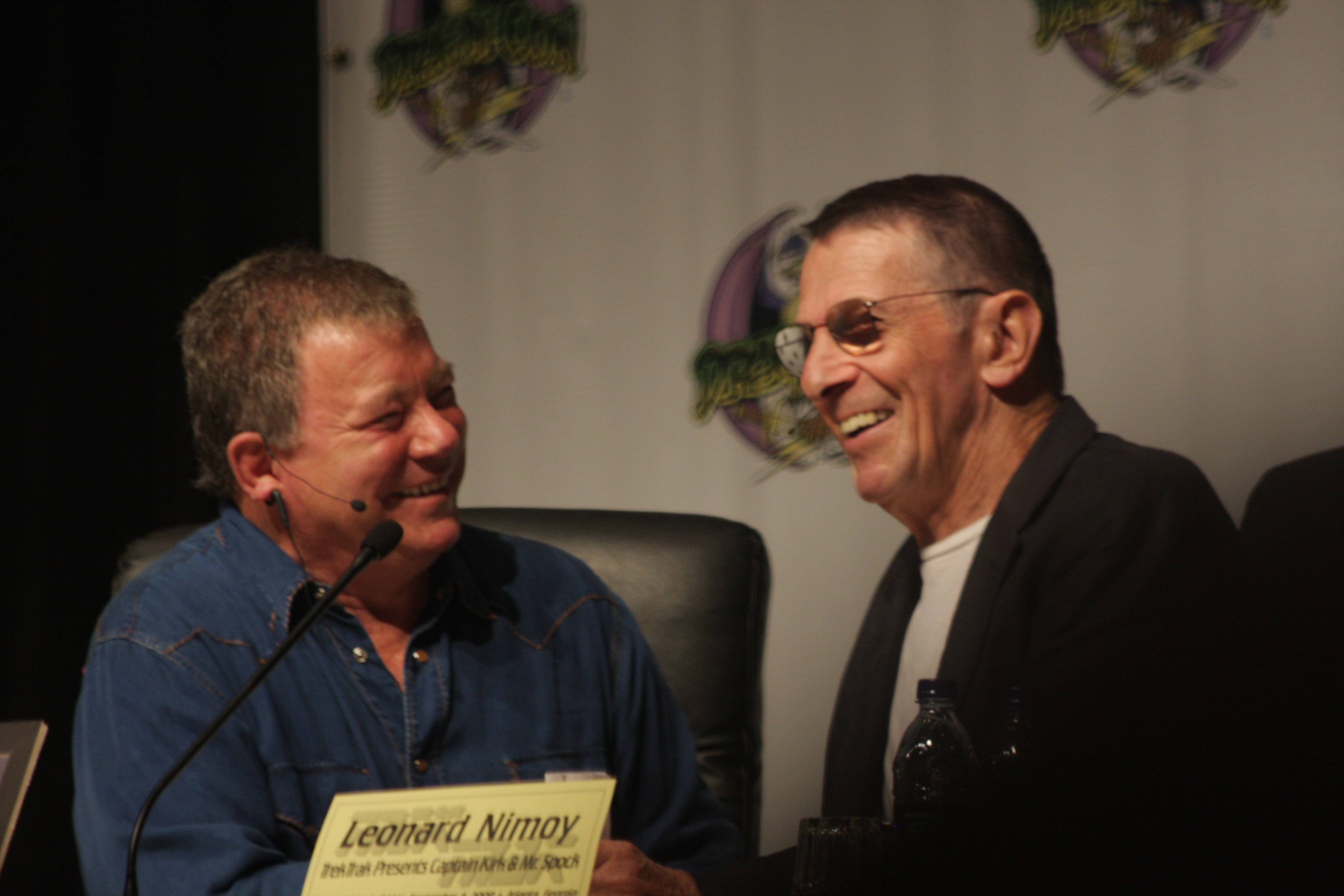
Уильям Шетнер (слева) и Леонард Нимой (справа) вместе записали свой голос для этого эпизода.

Автор этого эпизода Дэвид А. Гудман сказал, что создание этого эпизода было «мечтой» для многих членов съёмочной группы, включая его самого.
В то время, когда его наняли в штат сотрудников, они уже говорили о создании эпизода, посвящённого «Звёздному пути». Первоначальная идея заключалась в том, чтобы гигантские Кирк и Спок сражались за отель и казино Нью-Йорк-Нью-Йорк.
Исполнительный продюсер Дэвид X. Коэн поручил писать сценарию Гудману, так как они согласились, что он самый большой поклонник Пути в группе. Они согласились отказаться от идеи истории с гигантскими персонажами и дали ему две недели на написание сценария. Срок был сложным, так как Гудману пришлось провести первую неделю присяжных, а затем сломал лодыжку. Несмотря на это, он описал «Где не ступала нога фаната» как самое весёлое, что он когда-либо получал при написании сценария.
Создатель сериала Мэтт Грейнинг заявил, что, хотя он является поклонником франшизы «Звёздный путь», он никогда не видел ни одного эпизода Оригинального сериала, но видел фильм «Звёздный путь» 1979 года. Режиссёр Пэт Шинагава сказала, что съёмочная группа испытывала определённую зависть к тому, что ей пришлось работать над этим эпизодом.
Все живые члены оригинального состава «Звёздного пути» согласились появиться в эпизоде, за исключением Джеймса Духана, агент которого ответил: «Ни за что». Из-за этого рабочее название серии было в шутку названо «У нас есть все, кроме Скотти», и поэтому Скотти был заменён на «Уэлши». ДеФорест Келли был физически изображён, но не имел никаких слов из-за его смерти в 1999 году. Уильям Шетнер и Леонард Нимой записали свои реплики вместе, что было необычно, поскольку актёры обычно записывают соло. Позже Гудман присоединился к сценаристам «Звёздного пути: Энтерпрайз».
Для этого эпизода было рассмотрено несколько вариантов энергетического существа; однако выбор окончательной версии был сделан из-за желания сохранить простой дизайн. Шинагава отметила, что даже в этом случае окончательный дизайн Мелллвара более сложен, чем у некоторых энергетических существ, представленных в Оригинальном сериале.